# Geckolepis
Genre
Geckolepis est un genre de geckos de la famille des Gekkonidae.

## Répartition
Les espèces de ce genre se rencontrent à Madagascar et aux Comores.

## Description
Ce sont des geckos nocturnes.

## Liste des espèces
Selon The Reptile Database (9 novembre 2017) :
- Geckolepis humbloti Vaillant, 1887
- Geckolepis maculata Peters, 1880
- Geckolepis megalepis  Scherz, Daza, Köhler, Vences & Glaw, 2017
- Geckolepis polylepis Boettger, 1893
- Geckolepis typica Grandidier, 1867

## Publication originale
- Grandidier, 1867 : Liste des reptiles nouveaux découverts, en 1866, sur la côte sud-ouest de Madagascar. Revue et Magazine de Zoologie (Paris), ser. 2, vol. 19, p. 232-234 (texte intégral).